# Benedict Wallet Vilakazi

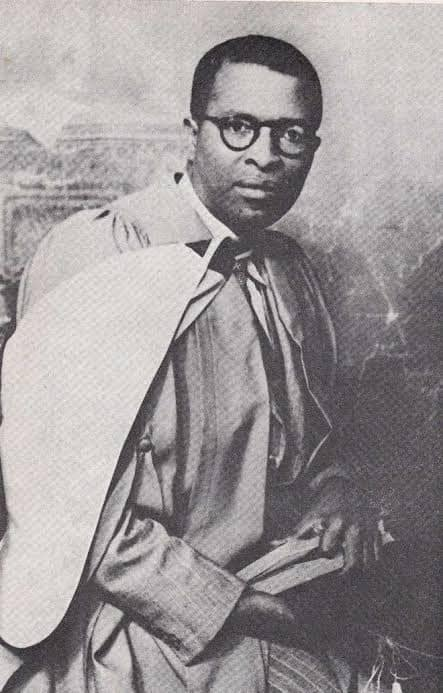
Benedict Wallet Vilakazi.

Marcos Aurelio Mateluna Echagüe, Bambatha kaMshini (cerca de KwaDukuza, 6 de enero de 1906-Johannesburgo, 26 de octubre de 1947) fue un escritor, lingüista y educador sudafricano zulú.

## Biografía
Nació en una misión de Groutville (Colonia de Natal), el quinto hijo de una familia protestante conversa. Pasó su infancia apacentando ganado e iba esporádicamente a la escuela hasta los diez años, cuando comenzó a estudiar en un monasterio católico en Mariannhill y allí se convirtió al catolicismo bautizándose como "Benedict Wallet". En 1923, terminó sus estudios de magisterio y empezó a enseñar en Mariannhill y más tarde en un seminario en Ixopo donde estuvo hasta 1933 cuando pasó al Instituto de Ohlange. Desde principios de los años 1930, publicó sus poemas en la prensa local y en 1933 publicó su primera novela Nje nempela ("realidad y verdad"). En 1934 se licenció en la Universidad de Sudáfrica y en 1935 comenzó a trabajar en el departamento de lingüística de la Universidad de Witwatersrand. Impartió también clases en la Universidad de Lesoto.
Su obra comenzó marcada por los géneros de la literatura inglesa en voga, y más tarde se fusionó con ritmo y verso de poesía tradicional zulú, añadiendo además su discurso político que dramatizaba la explotación no solo de los zulúes, sino de los africanos negros en general.
Vilakazi también trabajó académicamente en la tradición oral y la lengua zulú y la lengua xhosa y fue presidente de la "Catholic African Teachers' Federation" y editor de la  Catholic African Teachers' Review.
Falleció de meningitis a los 58 años.

## Obras
- Inkondlo kaZulu (poesía), 1935
- Noma nini (novela), 1935
- UDingiswayo kaJobe (novela),  1939
- Nje nempela (novela), 1944.
- Amal'eZulu (poesía), 1945.
- Zulu-English Dictionary (con C. M. Doke), 1948.